# Ryo Nakamura
Ryo Nakamura (中村 亮 Nakamura Ryo?, nacido el 31 de diciembre de 1996 en Kagoshima) es un futbolista japonés que juega como centrocampista.
En 2019, Nakamura se unió al Kamatamare Sanuki de la J3 League.

## Trayectoria

### Clubes
| Club              | País  | Año    |
| ----------------- | ----- | ------ |
| Kamatamare Sanuki | Japón | 2019 - |

## Estadística de carrera

### J. League
| Club              | Año   | J. League | J. League | Copa J. League | Copa J. League | Total | Total |
| Club              | Año   | Part.     | Goles     | Part.          | Goles          | Part. | Goles |
| ----------------- | ----- | --------- | --------- | -------------- | -------------- | ----- | ----- |
| Kamatamare Sanuki | 2019  | 18        | 4         | -              | -              | 18    | 4     |
| Total             | Total | 18        | 4         | 0              | 0              | 18    | 4     |